# Cagliari Calcio 2013-2014
Questa voce raccoglie le informazioni riguardanti il Cagliari Calcio  nelle competizioni ufficiali della stagione 2013-2014.

## Stagione
In vista dell'annata 2013-14 sulla panchina cagliaritana si siede Diego López, viceallenatore nella stagione passata, mentre Ivo Pulga viene "retrocesso" ad allenatore in seconda. Il ritiro pre-campionato si svolge a Sappada dal 14 al 28 luglio, dopo un pre-ritiro di 4 giorni nel centro sportivo di Assemini. La sessione di mercato estiva vede il ritorno del portoghese Rui Sampaio dal prestito al Beira-Mar, oltre all'acquisto del difensore greco Marios Oikonomou; alla prima squadra vengono aggregati i Primavera Werther Carboni e Andrea Demontis. Per quanto riguarda le cessioni, è il brasiliano Thiago Ribeiro a salutare la Sardegna per fare ritorno in patria, accasandosi al Santos. Quest'ultimo verrà rimpiazzato da Agim Ibraimi, giunto in prestito dal Maribor, società alla quale verrà ceduto in prestito Pablo Ceppelini.
Il Cagliari apre la stagione rimediando una precoce eliminazione in Coppa Italia, al terzo turno: i sardi vengono sconfitti per 1-2 dal Frosinone, club di Lega Pro, con una rete di Davis Curiale all'ultimo minuto dei supplementari. In campionato l'esordio avverrà il 25 agosto, contro l'Atalanta: in questa stagione, il club disputerà le prime gare casalinghe allo Stadio Nereo Rocco di Trieste, prima di fare di ritorno allo Stadio Sant'Elia, una volta ultimati i lavori di adeguamento. Nella gara d'esordio in campionato la squadra vince per 2-1 sull'Atalanta.
Il 19 ottobre la squadra torna disputare le gare casalinghe allo stadio Sant'Elia, con capienza ridotta a 4.798 spettatori.
Il 12 gennaio si interrompe la striscia positiva di 7 risultati utili consecutivi con la sconfitta casalinga rimediata contro la Juventus per 1-4. La squadra chiude il girone di andata 14ª in classifica con 21 punti.
Il 18 febbraio viene sollevato dal proprio incarico il vice allenatore Ivo Pulga. Il 7 aprile 2014 è esonerato il tecnico Diego López,, al suo posto è richiamato Ivo Pulga alla guida della squadra, con David Suazo e Pierluigi Corellas collaboratori.
Il 27 aprile, grazie alla vittoria interna contro il Parma per 1-0, la squadra raggiunge la salvezza matematica con 3 giornate d'anticipo.
Il Cagliari chiude il campionato al 15º posto con 39 punti e la stagione sarà l'ultima con Massimo Cellino presidente, il quale lascia la società a Tommaso Giulini dopo 22 anni di presidenza, la più longeva della storia rossoblù.

## Divise e sponsor
Lo sponsor tecnico è Kappa, mentre i due sponsor ufficiali sono Sardegna e Tirrenia. Rispetto alla stagione precedente la prima maglia presenta l'inversione dei colori sulle maniche, mentre la maglia da trasferta bianca presenta una banda trasversale rossoblu.
| Casa | Trasferta | 3ª divisa | 4ª divisa | 1ª portiere | 2ª portiere | 3ª portiere |  |

## Rosa
Rosa e numerazione aggiornate al 15 marzo 2014.
| N. |                               | Ruolo | Calciatore                    |
| -- | ----------------------------- | ----- | ----------------------------- |
| 1  | Italia (bandiera)             | P     | Michael Agazzi                |
| 1  | Italia (bandiera)             | P     | Marco Silvestri               |
| 3  | Italia (bandiera)             | D     | Alessandro Bastrini           |
| 3  | Italia (bandiera)             | D     | Lorenzo Ariaudo               |
| 4  | Belgio (bandiera)             | C     | Radja Nainggolan              |
| 4  | Italia (bandiera)             | C     | Andrea Tabanelli              |
| 5  | Italia (bandiera)             | C     | Daniele Conti (capitano)      |
| 7  | Italia (bandiera)             | C     | Andrea Cossu                  |
| 8  | Brasile (bandiera)            | D     | Danilo Avelar                 |
| 9  | Italia (bandiera)             | A     | Marco Sau                     |
| 10 | Macedonia del Nord (bandiera) | C     | Agim Ibraimi                  |
| 13 | Italia (bandiera)             | D     | Davide Astori (vice capitano) |
| 14 | Italia (bandiera)             | D     | Francesco Pisano              |
| 15 | Italia (bandiera)             | D     | Luca Rossettini               |
| 16 | Svezia (bandiera)             | C     | Sebastian Eriksson            |
| 18 | Brasile (bandiera)            | A     | Nenê                          |
| 19 | Grecia (bandiera)             | D     | Marios Oikonomou              |

| N. |                       | Ruolo | Calciatore       |
| -- | --------------------- | ----- | ---------------- |
| 20 | Svezia (bandiera)     | C     | Albin Ekdal      |
| 21 | Italia (bandiera)     | C     | Daniele Dessena  |
| 22 | Uruguay (bandiera)    | C     | Matías Cabrera   |
| 23 | Colombia (bandiera)   | A     | Víctor Ibarbo    |
| 24 | Italia (bandiera)     | D     | Gabriele Perico  |
| 25 | Serbia (bandiera)     | P     | Vlada Avramov    |
| 26 | Spagna (bandiera)     | P     | Antonio Adán     |
| 26 | Italia (bandiera)     | A     | Antonio Loi      |
| 27 | Uruguay (bandiera)    | C     | Matías Vecino    |
| 28 | Italia (bandiera)     | P     | Werther Carboni  |
| 29 | Italia (bandiera)     | D     | Nicola Murru     |
| 30 | Portogallo (bandiera) | C     | Rui Sampaio      |
| 32 | Brasile (bandiera)    | C     | Adryan           |
| 34 | Italia (bandiera)     | D     | Dario Del Fabro  |
| 36 | Italia (bandiera)     | C     | Andrea Demontis  |
| 38 | Italia (bandiera)     | A     | Simone Solinas   |
| 51 | Cile (bandiera)       | A     | Mauricio Pinilla |

## Calciomercato

### Sessione estiva(dal 01/07 al 2/09)
| Acquisti         | Acquisti         | Acquisti     | Acquisti                         |
| R.               | Nome             | da           | Modalità                         |
| ---------------- | ---------------- | ------------ | -------------------------------- |
| D                | Marios Oikonomou | PAS Giannina | definitivo (500.000 €)           |
| C                | Agim Ibraimi     | Maribor      | prestito con diritto di riscatto |
| C                | Rui Sampaio      | Beira-Mar    | fine prestito                    |
| Altre operazioni |                  |              |                                  |
| R.               | Nome             | da           | Modalità                         |
| P                | Mauro Vigorito   | Lumezzane    | fine prestito                    |
| D                | Paolo Dametto    | Lumezzane    | fine prestito                    |
| C                | Daniele Giorico  | Lumezzane    | fine prestito                    |
| C                | Pablo Ceppelini  | Lumezzane    | fine prestito                    |

| Cessioni         | Cessioni          | Cessioni   | Cessioni                   |
| R.               | Nome              | a          | Modalità                   |
| ---------------- | ----------------- | ---------- | -------------------------- |
| P                | Riccardo Anedda   | Poggibonsi | definitivo                 |
| C                | Federico Casarini | Bologna    | fine prestito              |
| C                | Pablo Ceppelini   | Maribor    | prestito                   |
| C                | Marco Piredda     | Como       | prestito                   |
| A                | Thiago Ribeiro    | Santos     | definitivo (3,5 milioni €) |
| Altre operazioni |                   |            |                            |
| R.               | Nome              | a          | Modalità                   |
| P                | Mauro Vigorito    | Venezia    | comproprietà               |
| D                | Paolo Dametto     |            | rescissione                |
| C                | Alberto Melis     | Pisa       | prestito                   |
| C                | Daniele Giorico   | Venezia    | prestito                   |

### Trasferimenti tra le due sessioni di mercato
| Acquisti | Acquisti     | Acquisti | Acquisti   |
| R.       | Nome         | da       | Modalità   |
| -------- | ------------ | -------- | ---------- |
| P        | Antonio Adán |          | svincolato |

| Cessioni | Cessioni    | Cessioni | Cessioni    |
| R.       | Nome        | a        | Modalità    |
| -------- | ----------- | -------- | ----------- |
| C        | Rui Sampaio |          | rescissione |

### Sessione invernale(dal 3/01 al 31/01)
| Acquisti         | Acquisti            | Acquisti   | Acquisti                         |
| R.               | Nome                | da         | Modalità                         |
| ---------------- | ------------------- | ---------- | -------------------------------- |
| P                | Marco Silvestri     | Chievo     | prestito con diritto di riscatto |
| D                | Alessandro Bastrini | Novara     | prestito con diritto di riscatto |
| C                | Adryan              | Flamengo   | prestito con diritto di riscatto |
| C                | Andrea Tabanelli    | Cesena     | prestito con diritto di riscatto |
| C                | Matías Vecino       | Fiorentina | prestito con diritto di riscatto |
| Altre operazioni |                     |            |                                  |
| R.               | Nome                | da         | Modalità                         |
| C                | Alberto Melis       | Pisa       | risoluzione prestito             |

| Cessioni         | Cessioni         | Cessioni | Cessioni                                    |
| R.               | Nome             | a        | Modalità                                    |
| ---------------- | ---------------- | -------- | ------------------------------------------- |
| P                | Antonio Adán     |          | rescissione                                 |
| P                | Michael Agazzi   | Chievo   | definitivo                                  |
| D                | Lorenzo Ariaudo  | Sassuolo | definitivo                                  |
| C                | Radja Nainggolan | Roma     | prestito con diritto di riscatto della metà |
| Altre operazioni |                  |          |                                             |
| R.               | Nome             | a        | Modalità                                    |
| C                | Alberto Melis    | Aprilia  | prestito                                    |

## Risultati

### Serie A

#### Girone di andata
| Arbitro: | Irrati (Pistoia) |

|                            |           |                  |
| Nainggolan 28’ Cabrera 62’ | Marcatori | 26’ G. Stendardo |

| Arbitro: | Russo (Nola) |

|                                    |           |         |
| Robinho 8’ Mexès 30’ Balotelli 62’ | Marcatori | 32’ Sau |

| Arbitro: | De Marco (Chiavari) |

|                  |           |             |
| Borja Valero 71’ | Marcatori | 88’ Pinilla |

| Arbitro: | Di Bello (Brindisi) |

|                        |           |                                 |
| Ekdal 26’ D. Conti 91’ | Marcatori | 89’ Gabbiadini 93’ De Silvestri |

| Arbitro: | Pairetto (Torino) |

|          |           |            |
| Luci 23’ | Marcatori | 53’ Ibarbo |

| Arbitro: | Rocchi (Firenze) |

|                |           |            |
| Nainggolan 83’ | Marcatori | 75’ Icardi |

| Arbitro: | Peruzzo (Schio) |

|                          |           |  |
| Danilo 33’ Di Natale 53’ | Marcatori |  |

| Arbitro: | Giacomelli (Trieste) |

|                        |           |              |
| Ibarbo 26’ Pinilla 84’ | Marcatori | 5’ Bergessio |

| Arbitro: | Massa (Imperia) |

|                               |           |  |
| Klose 52’ Candreva 55’ (rig.) | Marcatori |  |

| Arbitro: | Orsato (Schio) |

|  |           |                                  |
|  | Marcatori | 26’ Garics 58’ Kone 60’ Pazienza |

| Arbitro: | Gervasoni (Mantova) |

|                      |           |              |
| Toni 8’ Janković 57’ | Marcatori | 90’ D. Conti |

| Arbitro: | Calvarese (Teramo) |

|                   |           |              |
| D. Conti 43’, 88’ | Marcatori | 52’ Immobile |

| Roma 24 novembre 2013, ore 20:45 13ª giornata | Roma        | 0 – 0 referto | Cagliari | Stadio Olimpico\| Arbitro: \| Celi (Bari) \| |
| Arbitro:                                      | Celi (Bari) |               |          |                                              |

| Arbitro: | Fabbri (Ravenna) |

|                  |           |                        |
| Nenê 73’ Sau 87’ | Marcatori | 14’ Marzorati 19’ Zaza |

| Arbitro: | Giacomelli (Trieste) |

|              |           |               |
| Sau 76’, 92’ | Marcatori | 16’ Gilardino |

| Parma 15 dicembre 2013, ore 15:00 16ª giornata | Parma                        | 0 – 0 referto | Cagliari | Stadio Ennio Tardini\| Arbitro: \| Tommasi (Bassano del Grappa) \| |
| Arbitro:                                       | Tommasi (Bassano del Grappa) |               |          |                                                                    |

| Arbitro: | Valeri (Roma) |

|         |           |                    |
| Nenê 9’ | Marcatori | 19’ (rig.) Higuaín |

| Verona 5 gennaio 2014, ore 15:00 18ª giornata | Chievo            | 0 – 0 referto | Cagliari | Stadio Marcantonio Bentegodi\| Arbitro: \| Bergonzi (Genova) \| |
| Arbitro:                                      | Bergonzi (Genova) |               |          |                                                                 |

| Arbitro: | Guida (Torre Annunziata) |

|             |           |                                                  |
| Pinilla 21’ | Marcatori | 31’, 76’ Llorente 73’ Marchisio 80’ Lichtsteiner |

#### Girone di ritorno
| Arbitro: | Mariani (Aprilia) |

|                 |           |  |
| Bonaventura 68’ | Marcatori |  |

| Arbitro: | Doveri (Roma) |

|         |           |                           |
| Sau 28’ | Marcatori | 87’ Balotelli 89’ Pazzini |

| Arbitro: | Mazzoleni (Bergamo) |

|                    |           |  |
| Pinilla 39’ (rig.) | Marcatori |  |

| Arbitro: | Roca (Foggia) |

|                 |           |  |
| Gastaldello 11’ | Marcatori |  |

| Arbitro: | De Marco (Chiavari) |

|          |           |                                 |
| Nenê 64’ | Marcatori | 43’ Emerson 53’ (rig.) Paulinho |

| Arbitro: | Russo (Nola) |

|             |           |                    |
| Rolando 52’ | Marcatori | 40’ (rig.) Pinilla |

| Arbitro: | Valeri (Roma) |

|                                   |           |  |
| Ibarbo 18’ Vecino 81’ Ibraimi 88’ | Marcatori |  |

| Arbitro: | Rizzoli (Bologna) |

|               |           |            |
| Bergessio 62’ | Marcatori | 53’ Vecino |

| Arbitro: | Irrati (Pistoia) |

|  |           |                     |
|  | Marcatori | 19’ Lulić 69’ Keita |

| Arbitro: | Gervasoni (Mantova) |

|                               |           |  |
| Christodoulopoulos 78’ (rig.) | Marcatori |  |

| Arbitro: | Pinzani (Empoli) |

|          |           |  |
| Nenê 31’ | Marcatori |  |

| Arbitro: | Tommasi (Bassano del Grappa) |

|                           |           |          |
| El Kaddouri 46’ Cerci 71’ | Marcatori | 77’ Nenê |

| Arbitro: | Massa (Imperia) |

|                    |           |                      |
| Pinilla 89’ (rig.) | Marcatori | 32’, 56’, 73’ Destro |

| Arbitro: | Russo (Nola) |

|          |           |                    |
| Zaza 36’ | Marcatori | 47’ (rig.) Ibraimi |

| Arbitro: | Celi (Bari) |

|            |           |                    |
| De Maio 3’ | Marcatori | 37’ Sau 82’ Ibarbo |

| Arbitro: | Gervasoni (Mantova) |

|                    |           |  |
| Pinilla 35’ (rig.) | Marcatori |  |

| Arbitro: | Ghersini (Genova) |

|                                            |           |  |
| Mertens 33’ (rig.) Pandev 43’ Džemaili 57’ | Marcatori |  |

| Arbitro: | Doveri (Roma) |

|  |           |              |
|  | Marcatori | 72’ Dainelli |

| Arbitro: | Bergonzi (Genova) |

|                                                |           |  |
| Silvestri 8’ (aut.) Llorente 15’ Marchisio 40’ | Marcatori |  |

### Coppa Italia

#### Turni preliminari
| Arbitro: | Russo (Nola) |

|             |           |                             |
| Pinilla 32’ | Marcatori | 26’ D. Ciofani 120’ Curiale |

## Statistiche

### Statistiche di squadra
Aggiornato al 18 maggio 2014

| Competizione | Punti | In casa | In casa | In casa | In casa | In casa | In casa | In trasferta | In trasferta | In trasferta | In trasferta | In trasferta | In trasferta | Totale | Totale | Totale | Totale | Totale | Totale | DR  |
| Competizione | Punti | G       | V       | N       | P       | Gf      | Gs      | G            | V            | N            | P            | Gf           | Gs           | G      | V      | N      | P      | Gf     | Gs     | DR  |
| ------------ | ----- | ------- | ------- | ------- | ------- | ------- | ------- | ------------ | ------------ | ------------ | ------------ | ------------ | ------------ | ------ | ------ | ------ | ------ | ------ | ------ | --- |
| Serie A      | 39    | 19      | 8       | 4       | 7       | 24      | 27      | 19           | 1            | 8            | 10           | 10           | 26           | 38     | 9      | 12     | 17     | 34     | 53     | -19 |
| Coppa Italia | -     | 1       | 0       | 0       | 1       | 1       | 2       | 0            | 0            | 0            | 0            | 0            | 0            | 1      | 0      | 0      | 1      | 1      | 2      | -1  |
| Totale       | -     | 20      | 8       | 4       | 8       | 25      | 29      | 19           | 1            | 8            | 10           | 10           | 26           | 39     | 9      | 12     | 18     | 35     | 55     | -20 |

### Andamento in campionato
| Giornata  | 1 | 2  | 3  | 4  | 5  | 6  | 7  | 8  | 9  | 10 | 11 | 12 | 13 | 14 | 15 | 16 | 17 | 18 | 19 | 20 | 21 | 22 | 23 | 24 | 25 | 26 | 27 | 28 | 29 | 30 | 31 | 32 | 33 | 34 | 35 | 36 | 37 | 38 |
| --------- | - | -- | -- | -- | -- | -- | -- | -- | -- | -- | -- | -- | -- | -- | -- | -- | -- | -- | -- | -- | -- | -- | -- | -- | -- | -- | -- | -- | -- | -- | -- | -- | -- | -- | -- | -- | -- | -- |
| Luogo     | C | T  | T  | C  | T  | C  | T  | C  | T  | C  | T  | C  | T  | C  | C  | T  | C  | T  | C  | T  | C  | C  | T  | C  | T  | C  | T  | C  | T  | C  | T  | C  | T  | T  | C  | T  | C  | T  |
| Risultato | V | P  | N  | N  | N  | N  | P  | V  | P  | P  | P  | V  | N  | N  | V  | N  | N  | N  | P  | P  | P  | V  | P  | P  | N  | V  | N  | P  | P  | V  | P  | P  | N  | V  | V  | P  | P  | P  |
| Posizione | 5 | 11 | 12 | 10 | 11 | 11 | 14 | 12 | 13 | 14 | 15 | 13 | 14 | 14 | 11 | 12 | 12 | 12 | 14 | 14 | 14 | 14 | 15 | 15 | 15 | 14 | 15 | 15 | 15 | 15 | 15 | 15 | 15 | 15 | 14 | 15 | 15 | 15 |

Fonte:  Serie A – Classifiche, su sport.sky.it, Sky Sport. URL consultato il 26 settembre 2013 (archiviato dall'url originale l'11 settembre 2014).
Legenda:

Luogo: C = Casa; T = Trasferta. Risultato: V = Vittoria; N = Pareggio; P = Sconfitta.